# Darios II
Darios II (en persa, 𐎭𐎠𐎼𐎹𐎺𐎢𐏁 Dārayavaʰuš; en grec antic: Δαρεῖος, Dareios), anomenat Ocos (Ὦχος), va ser rei de reis de l'imperi Persa de l'any 423 aC al 404 aC. Era fill d'Artaxerxes I amb la seva concubina Cosmartidene de Babel. El seu nom Ocos era el que portava originàriament, i més tard va rebre també el sobrenom de Notos (νόθος), terme grec equivalent a 'bastard'.
Artaxerxes I, va morir a finals del 424 aC, i el va succeir el seu fill Xerxes II. Al cap d'un mes mig, el seu germà Sogdià el va assassinar, però Darios, germà bastard, sàtrapa d'Hircània, es va aixecar contra Sogdià, amb el suport de l'eunuc Artoxares, Arbari, el comandant de la cavallería, i Arsames, sàtrapa d'Egipte. Darios va matar Sogdià, i l'any 416 aC va sufocar un intent de revolta del seu germanastre Arsites, que tenia el suport de mercenaris grecs, del sàtrapa de Síria, Artifos (fill de Magabizos) i del sàtrapa de Lídia Pisutnes (i el seu fill Amorges de Cària). Darios va capturar els tres dirigents, primer Artifos i després els altres dos. L'any 415 aC, després de l'execució de Pisutnes, Amorges es va proclamar rei de Cària establint la seva capital a Iasos, a l'oest de Milasa. El 413 aC Atenes va donar suport al rebel Amorges a Cària, però això no va tenir continuïtat després de la desfeta atenenca de Sicília. Els perses van ocupar Iasos el 412 aC i pràcticament la revolta es va acabar. El rei va ordenar als sàtrapes Tisafernes de Sardes (que havia sufocat la revolta d'Amorgos) i Farnabazos II de Dascilèon de percebre el tribut de les ciutats gregues, moltes de les quals es van aliar amb Esparta. L'any 411 aC, Pèrsia i Esparta van negociar una aliança dirigida contra Atenes.
Cap a l'any 410 aC, Amestris, fill de Darios II, es va revoltar, però no va reeixir; al mateix temps, el governador de Sais, Amirteu II (fill i successor de Psammètic), es va revoltar obertament. A Xipre, Evàgores, fill de Nícocles, va recuperar Salamina i va ser reconegut com a rei de l'illa, però havia de pagar tribut al rei de reis. La dinastia local de Bitínia va consolidar en aquesta època el seu poder i el rei Dedalses, tot i que pagava tribut, era gairebé independent. Xenofont esmenta una revolta dels medes el 409 aC.
L'any 407 aC va enviar el seu fill Cir a l'Àsia Menor per dirigir la guerra amb més energia, amb el càrrec de sàtrapa de Sardes mentre que Tisafernes va rebre com a compensació la satrapia de Cària.
Va morir l'any 404 aC i el va succeir Artaxerxes II Mèmnon.